# Парламент Брюссельського столичного регіону
Парламент Брюссельського столичного регіону (фр. Parlement de la Région de Bruxelles-Capitale, нід. Parlement van het Brusselse Hoofdstedelijke Gewest) – керівний орган Брюссельського столичного регіону, що є одним із трьох регіонів Бельгії. Також Парламент відомий як Парламент регіону Брюссель (фр. Parlement Bruxellois, нід. Brussels Hoofdstedelijk Parlement).

## Актуальний склад
| Партія                 | Партія                                    | Члени |
| ---------------------- | ----------------------------------------- | ----- |
| Франкомовна група:     | Франкомовна група:                        | 72    |
| •                      | Соціалістична партія                      | 16    |
| •                      | Еколо                                     | 15    |
|                        | Реформаторський рух                       | 14    |
|                        | Гуманістичний демократичний центр         | 6     |
| •                      | Демократи Федералісти Франкофони          | 10    |
|                        | Робітнича партія Бельгії                  | 10    |
| Нідерландомовна група: | Нідерландомовна група:                    | 17    |
| •                      | Відкриті фламандські ліберали і демократи | 3     |
| •                      | Соціалістична партія Фландрії             | 3     |
|                        | Фламандський інтерес                      | 1     |
|                        | Християнські демократи і фламандці        | 1     |
| •                      | Зелені!                                   | 4     |
|                        | Новий фламандський альянс                 | 3     |
| Загалом                | Загалом                                   | 89    |

Біла крапка означає: участь в урядові коаліції.